# Generació de nombres aleatoris
Un generador de nombres aleatoris (sovint abreujat de les sigles en anglès: Random number generator RNG) és un aparell computacional o físic dissenyat per generar una seqüència de nombres o símbols que no segueixen cap patró, és a dir que apareixen com aleatoris.
La generació de nombres aleatoris apareix des de l'antiguitat mitjançant els daus, llençar monedes a l'aire o els naips o el I Ching de la Xina, per exemple. S'han recollit aquests nombres obtinguts de forma mecànica en les taules de nombres aleatoris. Actualment es generen per ordinador.
Hi ha diversos mètodes de generació de nombres aleatoris per ordinador però tots ells fallen pel fet de no representar una veritable aleatorietat. Els tests d'aleatorietat examinen aquest aspecte.

## Aplicacions
Es fan servir en el joc, les mostres estadístiques, la simulació per ordinador, la criptografia, el disseny completament aleatori i altres àrees on es desitgi produir resultats impredictibles.

## Aleatorietat autèntica
Hi ha dos mètodes principals per generar nombres aleatoris: Mesurar alguns fenòmens físics que s'espera que siguin aleatoris i compensar-ne els biaixs del procés, i el mètode de fer servir algorismes computacionals. Aquest segon tipus sovint s'anomena generador de nombres pseudoaleatoris. Usats amb cura els generadors de nombres pseudoaleatoris poden ser utilitzats en lloc dels de nombres veritablement aleatoris en moltes aplicacions.